# Reprezentacja Sri Lanki w krykiecie mężczyzn
Reprezentacja Sri Lanki w krykiecie – drużyna sportowa krykieta, reprezentująca Sri Lankę w meczach i turniejach międzynarodowych. Potocznie drużyna nazywana jest The Lions. Za jej funkcjonowanie odpowiedzialny jest Sri Lanka Cricket.
Pierwszy mecz międzynarodowy drużyna Sri Lanki zagrała w 1975 przeciwko Anglii. W 1981 ICC przyznała Sri Lance status pełnego członka. Największym sukcesem tej reprezentacji było zwycięstwo w finale Mistrzostw Świata w 1996 nad reprezentacją Australii. Lankijczycy także dwukrotnie zdobyli tytuł wicemistrza tych rozgrywek. W ICC World Twenty20 reprezentacja Sri Lanki tryumfowała raz, dwa razy zajmowała drugie miejsce. Najlepszym wynikiem uzyskanym podczas ICC Champions Trophy jest dwukrotne dotarcie do półfinału. Reprezentanci Sri Lanki są aktualnymi obrońcami tytułu mistrzowskiego i pięciokrotnymi zdobywcami Pucharu Azji.

## Najwybitniejsi gracze

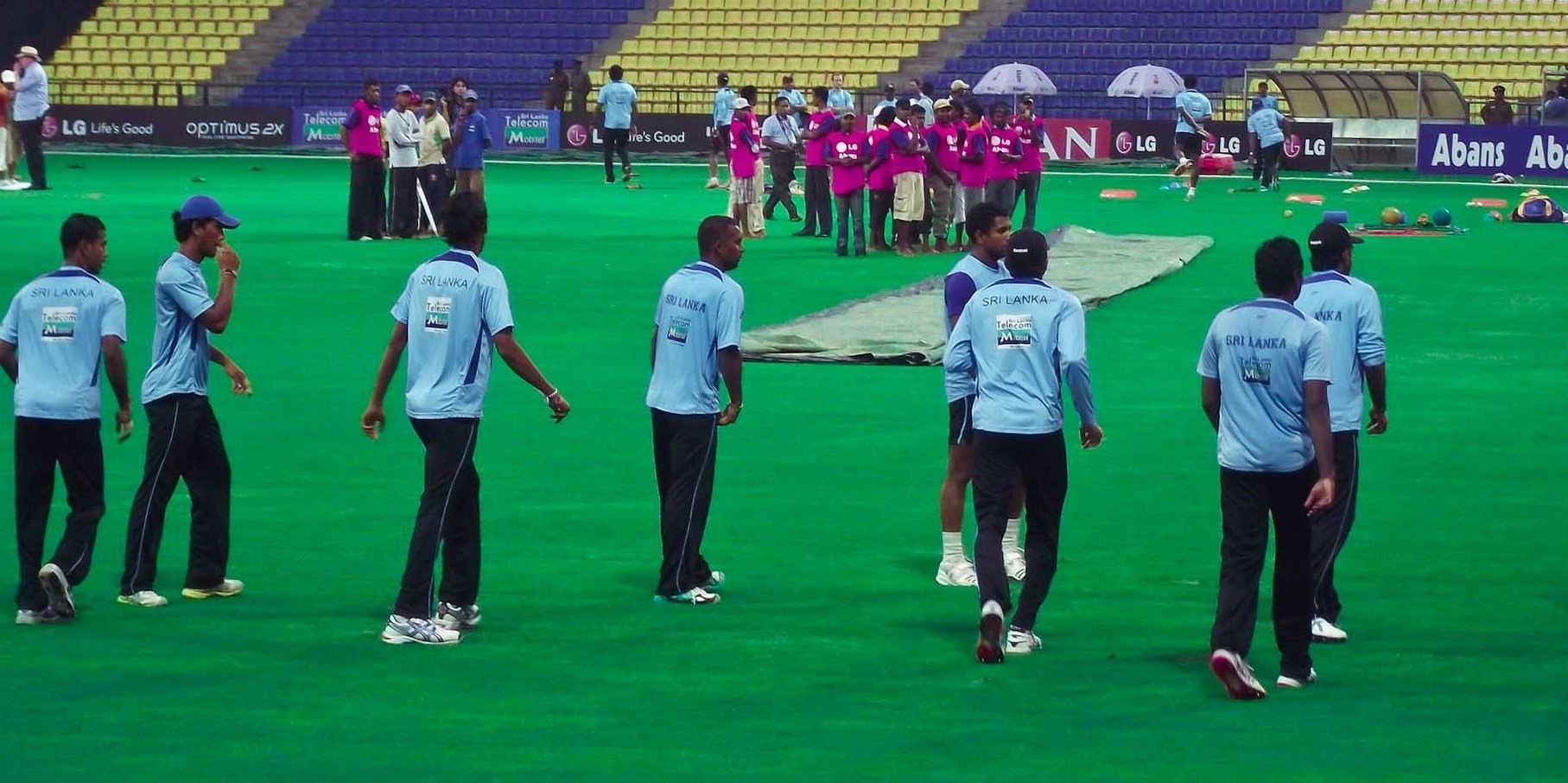
Reprezentanci Sri Lanki w sierpniu 2011 r.

W 2010 roku strona internetowa ESPN Cricinfo wybrała 11 najlepszych graczy w historii reprezentacji. Na liście znaleźli się:
- Marvan Atapattu
- Sanath Jayasuriya
- Kumar Sangakkara
- Aravinda de Silva
- Mahela Jayawardene
- Arjuna Ranatunga
- Chaminda Vaas
- Rumesh Ratnayake
- Ashantha de Mel
- Muttiah Muralitharan
- Somachandra de Silva

## Rekordziści

### Mecze testowe
- Najwięcej występów: 149 – Mahela Jayawardene
- Najwięcej punktów: 11 988 – Kumar Sangakkara
- Najwięcej punktów w inningsie: 374 – Mahela Jayawardene
- Najwięcej wyautowanych graczy: 795 – Muttiah Muralitharan

### ODI
- Najwięcej występów: 441 – Sanath Jayasuriya
- Najwięcej punktów: 13 364 – Sanath Jayasuriya
- Najwięcej punktów w inningsie: 189 – Sanath Jayasuriya
- Najwięcej wyautowanych graczy: 523 – Muttiah Muralitharan

### Twenty20
- Najwięcej występów: 62 – Tillakaratne Dilshan
- Najwięcej punktów: 1 493 – Mahela Jayawardene
- Najwięcej punktów w inningsie: 104 – Tillakaratne Dilshan
- Najwięcej wyautowanych graczy: 68 – Lasith Malinga

## Udział w imprezach międzynarodowych

### Mistrzostwa świata
| Udział w mistrzostwach świata | Udział w mistrzostwach świata |
| Rok                           | Wynik                         |
| ----------------------------- | ----------------------------- |
| 1975                          | Faza grupowa                  |
| 1979                          | Faza grupowa                  |
| 1983                          | Faza grupowa                  |
| 1987                          | Faza grupowa                  |
| 1992                          | Faza grupowa                  |
| 1996                          | Mistrzostwo                   |
| 1999                          | Faza grupowa                  |
| 2003                          | Półfinał                      |
| 2007                          | Wicemistrzostwo               |
| 2011                          | Wicemistrzostwo               |
| 2015                          | Ćwierćfinał                   |
| 2019                          | –                             |
| 2023                          | –                             |

### ICC Champions Trophy
(rozgrywane jako ICC Knockout w 1998 i 2000 r.)
| Udział w ICC Champions Trophy | Udział w ICC Champions Trophy |
| Rok                           | Wynik                         |
| ----------------------------- | ----------------------------- |
| 1998                          | Półfinał                      |
| 2000                          | Ćwierćfinał                   |
| 2002                          | Mistrzostwo                   |
| 2004                          | Faza grupowa                  |
| 2006                          | Faza grupowa                  |
| 2009                          | Faza grupowa                  |
| 2013                          | Półfinał                      |
| 2017                          | –                             |

### ICC World Twenty20
| Udział w ICC World Twenty20 | Udział w ICC World Twenty20 |
| Rok                         | Wynik                       |
| --------------------------- | --------------------------- |
| 2007                        | Super 8                     |
| 2009                        | Wicemistrzostwo             |
| 2010                        | Półfinał                    |
| 2012                        | Wicemistrzostwo             |
| 2014                        | Mistrzostwo                 |
| 2016                        | Super 10                    |
| 2020                        | –                           |

### Puchar Azji
| Udział w Pucharze Azji | Udział w Pucharze Azji |
| Rok                    | Wynik                  |
| ---------------------- | ---------------------- |
| 1984                   | Wicemistrzostwo        |
| 1986                   | Mistrzostwo            |
| 1988                   | Wicemistrzostwo        |
| 1990–91                | Wicemistrzostwo        |
| 1995                   | Wicemistrzostwo        |
| 1997                   | Mistrzostwo            |
| 2000                   | Wicemistrzostwo        |
| 2004                   | Mistrzostwo            |
| 2008                   | Mistrzostwo            |
| 2010                   | Wicemistrzostwo        |
| 2012                   | 4. miejsce             |
| 2014                   | Mistrzostwo            |
| 2016                   | 4. miejsce             |
| 2018                   | –                      |